# 분노의 세 얼굴
"분노의 세 얼굴"(Three faces Of Fury)은 한국에서 제작된 임원식 감독의 1972년 영화이다. 윤양하 등이 주연으로 출연하였고 우기동 등이 제작에 참여하였다.

## 출연
- 윤양하
- 오수미